# Luis de Medina y Fernández de Córdoba
Luis de Medina y Fernández de Córdoba (Sevilla, 2 de juliol de 1941 - Sevilla, 9 de febrer de 2011) va ser un empresari i noble espanyol, duc de Santisteban del Puerto.
Fill de Rafael de Medina y Vilallonga i de Victoria Eugenia Fernández de Córdoba, XVIII duquessa de Medinaceli.
Estudià en el col·legi de jesuïtes de Sevilla i en el de Santa María de los Rosales de Madrid. Estudià enginyeria química a l'Institut Químic de Sarrià, a Barcelona. Va sobresortir en esports marítims, especialment en vela, habitual regatista en el vaixell Giralda, capitanejat pel comte de Barcelona Joan de Borbó.
Fou empresari, president de Medina Garvey, del sector agrícola. També fou membre de la Junta de Recibidores de la Real Maestranza de Sevilla, i diverses vegades fou membre de la Diputació Permanent de la Grandesa d'Espanya i del Patronat de la Fundació Casa Ducal de Medinaceli i de la Fundació Focus-Abengoa. Melòman, va ajudar a moltes joventuts sevillanes que va presidir.
Morí el 9 de febrer de 2011 a Sevilla. Fou enterrat a Toledo.

## Família
El 1985 casà amb Mercedes Conradi Ramírez. Del seu matrimoni nasqueren:
- Victoria Francisca (1986)
- Casilda (1989)

## Títols
- IX duc de Santisteban del Puerto (1969-2011)
- XVI marquès de Cogolludo (1956-2011)
- XIV marquès de Solera (1969-2011)